# Saison 7 d'Hercule Poirot
Chronologie
Saison 6 Saison 8
Cet article présente le guide des épisodes de la saison 7 de la série télévisée britannique Hercule Poirot (Agatha Christie's Poirot).

## Distribution
- David Suchet (VF : Roger Carel) : Hercule Poirot
- Hugh Fraser (VF : Jean Roche) : le Capitaine Arthur Hastings (épisode 2)
- Philip Jackson (VF : Claude d'Yd) : l'Inspecteur-chef James Japp
- Pauline Moran (VF : Laure Santana) : Miss Felicity Lemon (épisode 2)

## Épisodes

### Épisode 1:Le Meurtre de Roger Ackroyd
- Royaume-Uni : 2 janvier 2000

- Oliver Ford Davies (Dr Sheppard)
- Malcolm Terris (Roger Ackroyd)
- Selina Cadell (Caroline Sheppard)
- Daisy Beaumont (Ursula Bourne)
- Flora Montgomery (Flora Ackroyd)
- Nigel Cooke (Geoffrey Raymond)
- Jamie Bamber (Ralph Paton)
- Roger Frost (Parker)
- Vivien Heilbron (Mrs Ackroyd)
- Gregor Truter	(Inspecteur Davis)
- Rosalind Bailey (Mrs Ferrars)
- Liz Kettle (Mrs Folliott)
- Charles Simon (Hammond)
- Charles Early (agent de police Jones)
- Graham Chinn (patron de l'auberge)
- Clive Brunt (officier de la Marine)
- Alice Hart (Mary)
- Philip Wrigley (facteur)
- Phil Atkinson (Ted)

Hercule Poirot repense à une vieille affaire qui l'a marqué en relisant le journal intime d'un assassin. 
Au moment de l'affaire, le détective avait pris sa retraite et s'était installé à Kings Abott, petit village pittoresque, pour y goûter aux joies d'une existence paisible avec le jardin comme nouvelle passion. Il avait sympathisé avec ses voisins Roger Ackroyd et le charmant Dr Sheppard. Au début de l'intrigue, une femme, Mrs Ferrars, se suicide après avoir envoyé une lettre. Le soir suivant, après un diner organisé chez lui auquel participe Sheppard, Roger Ackroyd se retire dans son bureau lorsqu'il reçoit la lettre de Mrs Ferrars, tandis que les convives se retirent. Mais plus tard dans la nuit, le Dr Sheppard, prévenu par un appel canular annonçant la mort de Roger, retourne chez Ackroyd et découvre avec le domestique Parker son corps dans son bureau. Roger Ackroyd est assassiné.
- Dr Sheppard

- d'après le roman Le Meurtre de Roger Ackroyd (1926)
- Pour préserver l'essence du roman dans lequel le narrateur est l'assassin, le téléfilm est raconté en flash-back dans lequel Poirot relie le journal intime du meurtrier.

### Épisode 2:Le Couteau sur la nuque
- Royaume-Uni : 19 février 2000

- Helen Grace (Jane Wilkinson)
- John Castle (Lord Edgware)
- Fiona Allen (Carlotta Adams)
- Dominic Guard (Bryan Martin)
- Deborah Cornelius (Penny Driver)
- Hannah Yelland (Geraldine Marsh)
- Tim Steed (Ronald Marsh)
- Lesley Nightingale (Miss Carroll)
- Christopher Guard (Alton)
- Iain Fraser (Donald Ross)
- Tom Beard (Duc de Merton)
- Virginia Denham (Alice)
- John Quentin (Sir Montagu Corner)
- Janet Hargreaves (Lady Corner)
- Aliza James (Lucie Adams)
- Mark Brignal (Addison)
- Fenella Woolgar (Ellis)
- John Hart Dyke (Thompson)
- Jonathan Aris (réceptionniste)
- Rory Firth (groom)
- Nicola Michaels (employé de l'aéroport)

Dans un cabaret, Poirot et Hastings assistent au spectacle donné par l'imitatrice Carlotta Adams. Poirot y fait la rencontre de la fameuse actrice Jane Wilkinson. Il accepte de rendre visite à son mari, Lord Edgware, afin de le prier de reconsidérer au plus vite la question du divorce. À sa grande surprise, Poirot apprend de la bouche de Lord Edgware que celui-ci a déjà consenti à accorder le divorce à sa femme, et de plus, qu'il lui a déjà envoyé il y a quelque temps une lettre lui faisant part de sa décision. Plus tard, l'inspecteur Japp de Scotland Yard apprend à Poirot que Lord Edgware a été assassiné et que les soupçons se portent sur sa femme. En effet, la domestique d'Edgware jure avoir vu cette femme au moment du crime.
- Jane Wilkinson